# Sami Michael
Sami Michael (ebraico: סמי מיכאל; arabo: سامي ميخائيل; Baghdad, 15 agosto 1926 – Haifa, 1º aprile 2024) è stato uno scrittore e attivista israeliano di origine irachena.
Fu presidente onorario dell'Associazione israeliana per i diritti umani impegnandosi in tale veste per la difesa di tutte le minoranze in Israele e per il mantenimento sempre vivo del dialogo e della comprensione tra ebrei e arabi. Il tema della convivenza e dei contrasti fu effettivamente un tema sempre presente nelle sue opere, in quanto ideate per essere sempre un richiamo di speranza e di pace.

## Biografia
Nato in Iraq col nome di Salâh Menashe da famiglia ebraica irachena, fin dagli anni dell'adolescenza prese parte a un gruppo clandestino comunista di lotta contro il regime iracheno. Scoperte le sue attività sovversive, un tribunale emise nei suoi confronti un mandato di arresto. Michael decise allora di riparare in Iran, Paese dal quale però fuggì quasi subito, non sentendosi al sicuro, in quanto sempre minacciato dallo spettro dall'estradizione; decise infine di trasferirsi in Israele nel 1949, a solo un anno dall'istituzione dello Stato ebraico, e qui si laureò in psicologia, idrologia e letteratura araba. Diventò opinionista dei giornali comunisti israeliani in lingua araba "al-Ittihâd" e "al-Djadîd" e nel frattempo lavorò come idrologo, amministrando le risorse idriche di Israele al confine con la Siria. Lentamente, ma sempre più in profondità, imparò l'ebraico, la lingua del suo paese di adozione e nel 1974, all'età di 48 anni, pubblicò il suo primo romanzo: Uguali ed uguali di più (Shavím ve-shavim yotér).
In breve tempo si impose come uno degli scrittori più apprezzati, da pubblico e critica, e i suoi libri vennero tradotti in tutto il mondo. Fu uno dei pochissimi scrittori israeliani ad essere pubblicato anche nei paesi di cultura araba, tra i quali Iraq ed Egitto. Pubblicò in tutto 11 romanzi, 3 saggi e 3 opere teatrali. Nel 2008 uscì il suo romanzo più noto, Aida.
In Italia vennero pubblicati quattro suoi romanzi, tutti presso Giuntina di Firenze:
- 2006, Una tromba nello uadi;
- 2007, Victoria;
- 2008, Rifugio;
- 2009, Tempesta tra le palme.

## Premi e riconoscimenti
Per il suo lavoro ottenne numerosi premi, tra cui:
- Premio ONU per lo sviluppo internazionale
- Premio della società per lo sviluppo del Medio Oriente
- Premio internazionale del Rotary
- Premio del Primo ministro dello Stato d'Israele per scrittori ebraici
- Candidato al Premio Nobel per la letteratura
- Ricevette tre lauree honoris causa dalle università di Gerusalemme, Haifa e del Negev